# Veve
Para el pueblo griego, vea Vevi. Para la montaña, vea el Monte Veve. Para la película de 2014, vea Veve.
Un veve o vevé (también escrito beybey y vever) es un símbolo religioso dibujado en el suelo y usado en diferentes ramas del vudú en toda la diáspora africana, como el vudú haitiano. 

## Historia
Se cree comúnmente que posiblemente se originó a partir del cosmograma del pueblo Kongo, o que se originó como el sistema de escritura Nsibidi para las lenguas igboides y ekoides de África Occidental y Central.

## Función
Según Milo Rigaud "Las veves representan figuras de las fuerzas astrales... En el curso de las ceremonias vudú, la reproducción de las fuerzas astrales representadas por las veves obliga a los loas... a descender a la tierra".
Cada loa tiene su propio veve único, aunque las diferencias regionales han llevado a diferentes veves para el mismo loa en algunos casos. Por lo general, se colocan sobre ellos sacrificios y ofrendas, y la comida y la bebida son las más utilizadas.

## Presentación

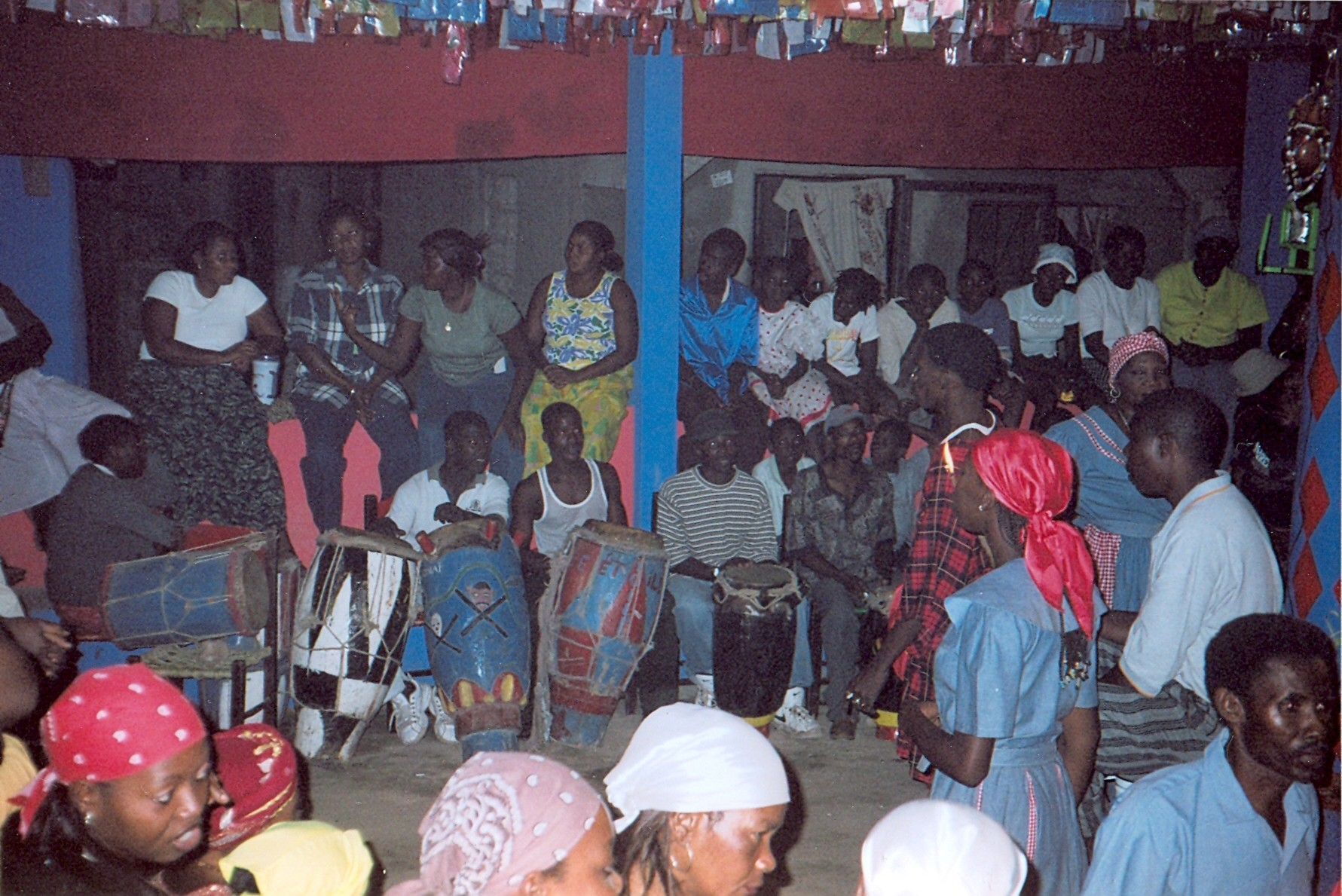
Ceremonia del agua, Jacmel, Haití.

En el ritual y otras formalidades, el veve generalmente se dibuja en el piso esparciendo una sustancia similar a un polvo, comúnmente harina de maíz, harina de trigo, corteza, polvo de ladrillo rojo o pólvora, aunque el material depende completamente del ritual. En el vudú haitiano se utiliza una mezcla de harina de maíz y ceniza de madera. 
Un veve se puede convertir en serigrafía, pintura, patchwork, etc., como tapices, obras de arte y pancartas.
Los veves no deben confundirse con las patipembas, que se usan en Palo, ni con los pontos riscados que se usan en Umbanda y Quimbanda, ya que son religiones africanas separadas. 

## Ejemplos

Veve de Ayizan
Veve de Baron Samedi
Veve de Maman Brigitte
Veve de Damballah Weddo
Veve de Papa Legba
Veve de Ogoun